# TV Dalmacija
Televizija Dalmacija je lokalna televizija s koncesijom na razini grada Splita. Svojim signalom pokrivala je grad Split i njegovu širu okolicu od Trogira na sjeveru do Makarske na jugu.

## Povijest
Televizija Dalmacija s emitiranjem je započela 28. svibnja 2001. godine. Televizija je smještena na splitskom stadionu na Poljudu a studio je povezan i sa sportskom dvoranom “Gripe” i kompleksom bazena što je omogućavalo izravno uključenje u sve značajnije sportske događaje u Splitu. Vlastita produkcija predstavljala je 50 % programa TV Dalmacije. Emitirala je na 34. kanalu preko odašiljača Biokovo, Labinštica i odašiljača na Vidovoj Gori.
Početkom svibnja 2012. godine TV Dalmaciju je otkupila NeT TV iz Kutine.
Ujedinjenjem TV Dalmacije s Nezavisnom televizijom, nastao je zajednički projekt Mreža TV.
Godine 2020. Mreža TV Split postala je Televizija Dalmacija.